# Mondaino
Mondaino (romanyol nyelven Mundaìn) település Olaszországban, Emilia-Romagna régióban, Rimini megyében. Lakosainak száma 1309 fő (2023. január 1.). Mondaino Montefiore Conca, Saludecio, Tavullia, Colbordolo, Montegridolfo, Montecalvo in Foglia, Urbino és Tavoleto községekkel határos.

## Népesség
A település lakossága az elmúlt években az alábbi módon változott:
| Lakosok száma | 1398 | 1390 | 1309 |
|               | 2017 | 2018 | 2023 |